# Anne Borsboom
Anne Borsboom, née à Nootdorp (Pays-Bas) le 29 septembre 1948, est une poète et écrivaine néerlandaise.

## Biographie
Borsboom a fait ses débuts en 2001 avec le recueil de poèmes En omdat het hard vroor (Et parce qu'il gèle dur), après quoi son premier roman'Otto'[1] et le recueil de poèmes'Gedichten' (Poèmes) apparut. Il a été suivi d'un troisième recueil de poèmes,'Brussels dentelle'. Elle a écrit le roman'Otto' après avoir travaillé avec un patient Alzheimer en 1995. Deux éditions de ce roman ont été publiées : la première en 2001, la seconde en 2002. Une réimpression a été publiée en 2009. En 2003, Borsboom a retraduit l'autobiographie'Sara, mon nom original'. Sara Roudman-Podgajets se souvient de son expérience de médecin en Ukraine, des conséquences de la catastrophe de Tchernobyl et de sa fuite aux Pays-Bas à cause de l'antisémitisme. En 2009 est paru le roman'Arend & Sofie', dans lequel elle examine une famille catholique des années 50 et 60. En 2011,'The Art of Nietzsche' a été publié, dans lequel Nietzsche, en tant qu'artiste et poète, reçoit l'attention, et dans lequel des œuvres et interviews d'artistes néerlandais, dont Martin Sjardijn, sont incluses. (traduction anglaise 2014). En 2015,'Histoires de La Haye' et le recueil de poèmes'Tous les poissons ne sont pas engourdis' ont été publiés. En mars 2019 est paru le recueil de nouvelles " Sur l'émigration et d'autres bonheurs " ( 'Over emigreren en ander geluk'), avec des histoires et des anecdotes qui racontent l'émigration en France. 

### Poésie
- 2001 : En omdat het hard vroor
- 2003 : Gedichten
- 2007 : Brussels kant
- 2015 : Niet alle vissen zijn gevoelloos

### Romans
- 2001 : Otto[1]
- 2009 : Arend & Sofie

### Autres
- 2010 : Schipperskunst (libretto)
- 2011 : The Art of Nietzsche (avec Anne Woodward (nl) & Piet Steenbakkers, 2011)
- 2014 : The Art of Nietzsche - "A Journey", by Anne Borsboom avec interview Martin Sjardijn (English translation,  (ISBN 9789051799729))
- 2015 : Haagse Verhaaltjes
- 2019 : Over emigreren en ander geluk